# Старт (ракета)
Вижте пояснителната страница за други значения на Старт.
Старт-1 е съветска ракета носител, базирана на съветската междуконтинентална балистична ракета РТ-2ПМ „Топол“, разработена от Московския институт по топлотехника.
Първите три степени на ракетата РТ-2ПМ „Топол“, се използват като първите три степени на ракетата Старт-1 и са по същество непроменени за новата си цел. Четвъртата степен, специално разработена от Московския институт по топлотехника, и корпуса на полезния товар които заема мястото на ядрена бойна глава са основните разлики между междуконтиненталната балистична ракета РТ-2ПМ „Топол“, и ракетата Старт-1. Освен това, е добавена и тягосна система за допълнително ускорение между четвъртата степен и полезния товар за изпращане в околоземна орбита при необходимост. Системата за допълнително ускорение използва твърдо гориво за генериране на азотен газ. Газът минава през три чифта дюзи, които могат да се завъртат при маневриране на полезния товар.
Ракетата Старт-1 е уникална сред ракети носители с това, че стартовата и платформата е мобилна, което дава възможност за пускове от много различни локации. СТАРТ-1 стартира от немодифицирано пусково превозно средство за РТ-2ПМ „Топол“. Пусковото превозно средство представлява масивна четиринадесет-колесно транспортно средство, което може да завива с шест колела. Пусковата установка и корпуса за пренасяне на ракетата се транспортират от мобилния транспорт. Корпуса за пренасяне на ракетата се състои от херметизиран цилиндър които предпазва пусковата установка и товара при различни температури и влажности. Препазният корпус се намира в средата на превозното средство като разделя кабината на две части.
Преди пуска пусковото средство на ракетата носител Старт-1 се придвижва към определеното място за изстрелване, където се установяват четири стабилизиращи крика, които повдигат цялото превозно средство от земята. Приблизително 90 секунди преди старта, предпазният корпус се изхвърля над конуса на носа, излагайки ракетата за започване на пуска. Ракетата се издига след това до вертикално положение. По време на последователността на пускането, пусковата установка използва сгъстен газ, за да принуди издигнето на ракетата от пусковата установка. След ракетата достигне височина от около 30 метра (височината на горната част на ракетата във вертикално положение), първата ракетна степен се запалва. Времето от първия етап на запалване до отделянето на космическия кораб е около 15 минути.